# Juan Carlos Murúa
Juan Carlos Murúa (ur. 17 lipca 1935, zm. 26 marca 2023) – argentyński piłkarz, lewy obrońca. Później trener.
Murúa w 1956 roku został graczem klubu Racing Club de Avellaneda. Jako piłkarz klubu Racing wziął udział w turnieju Copa América 1959, gdzie Argentyna zdobyła mistrzostwo Ameryki Południowej. Murúa zagrał w pięciu meczach – z Boliwią (11 marca – debiut w reprezentacji), Peru, Paragwajem, Urugwajem i Brazylią.
Następnie wziął udział w ekwadorskim turnieju Copa América 1959, gdzie Argentyna została wicemistrzem Ameryki Południowej. Murúa zagrał we wszystkich czterech meczach – z Paragwajem, Ekwadorem, Urugwajem i Brazylią.
Murúa grał także w klubach Argentinos Juniors Buenos Aires i CA Platense, w którym w 1967 roku zakończył karierę. Łącznie w lidze argentyńskiej rozegrał 239 meczów i zdobył 1 bramkę.
Łącznie w reprezentacji Argentyny Murúa rozegrał 11 meczów, w których nie zdobył żadnej bramki.
Po zakończeniu kariery piłkarskiej został trenerem.